# Carlos Aguiar Retes
Carlos Aguiar Retes (Tepic, 9. siječnja 1950.) meksički je kardinal Katoličke Crkve koji služi kao nadbiskup Ciudad de Méxicoa. Služio je kao službenik Meksičke biskupske konferencije i Latinskoameričke biskupske konferencije (CELAM) te je bio predsjednik obiju.
Papa Franjo je 9. listopada 2016. objavio da je on jedan od 17 novih kardinala koji će biti imenovani 19. studenog 2016. godine. Proglašen je kardinalom svećenikom Santi Fabiano e Venanzio a Villa Fiorelli. Bio je šesti Meksikanac koji je postao kardinal i prvi nadbiskup Tlalnepantle koji je dobio tu titulu.